# Бад-Глайхенберг
Бад Глайхенберг (нім. Bad Gleichenberg) — громада в Австрії, у федеральній землі Штирія.
З 1 січня 2015 року до складу даної громади приєднались сільські поселення Траутманнсдорф-ін-Остштаєрмарк, Байріш-Келльдорф та Меркендорф.

## Український слід в історії містечка
Протягом квітня-травня 1945 року 1-ша Українська дивізія УНА утримувала фронт проти Радянської армії в районі містечка та інших населених пунктів округу Зюдостштаєрмарк. Особливо запеклі бої відбувались за місцевий замок, який був практично зруйнований. Завдяки українським воякам містечко не попало під радянську зону Окупації Австрії.
На місцевому цвинтарі встановлено пам'ятник українським воякам 1-ї Української дивізії УНА.

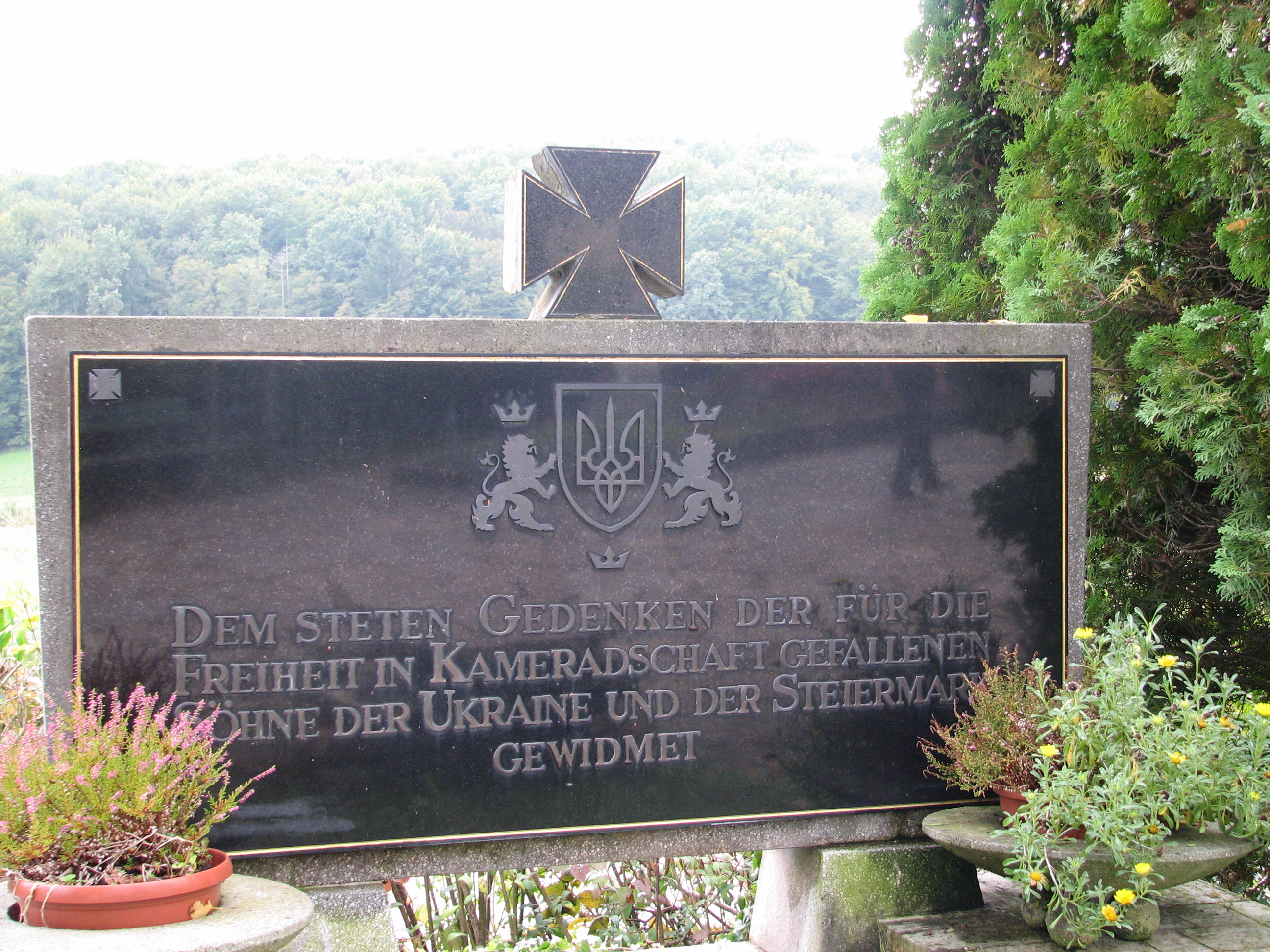
Пам'ятник воякам 1-ї Української дивізії УНА
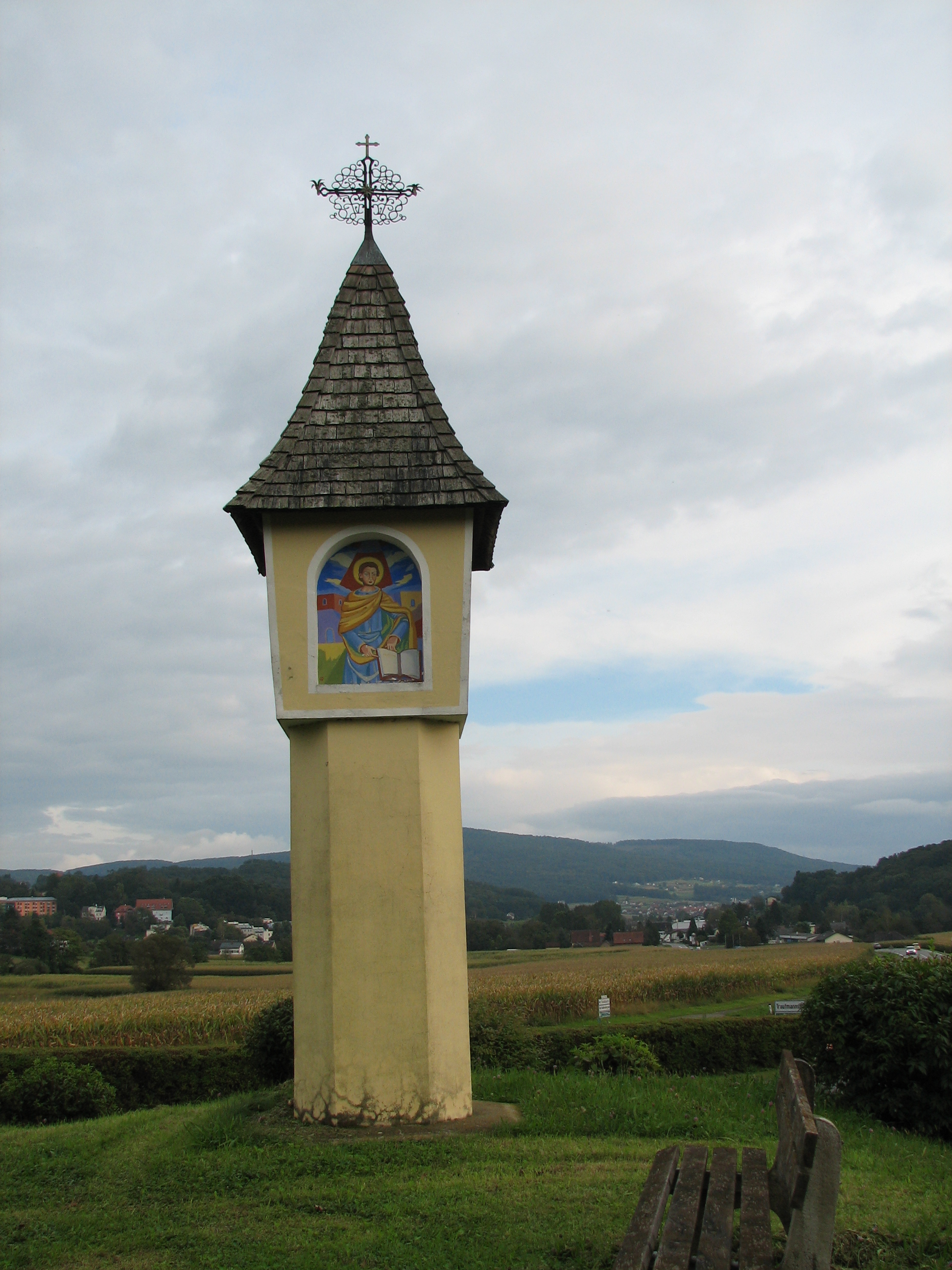
Капличка біля цвинтаря